# Gombe United FC
El Gombe United F.C. es un equipo de fútbol de Nigeria que juega en la Liga Nacional de Nigeria, la segunda liga de fútbol más importante del país.

## Historia
Fue fundado en el año 1985 en la ciudad de Gombe, obteniendo el ascenso en 1994, hasta su descenso a la Liga Nacional de Nigeria en la temporada 2014.

## Palmarés
- Liga Premier de Nigeria: 0
  - Subcampeón: 1

2007
Copa de Nigeria: 0
- - Finalista: 1

2008

## Participación en competiciones internacionales

### CAF
| Temporada | Torneo                      | Ronda      | Club              | Casa | Visita | Global      |
| --------- | --------------------------- | ---------- | ----------------- | ---- | ------ | ----------- |
| 2008      | Liga de Campeones de la CAF | Preliminar | DC Motema Pembe   | 2-0  | 0-2    | 2-2 (4-1 p) |
| 2008      | Liga de Campeones de la CAF | 1          | Cotonsport Garoua | 2-1  | 0-5    | 2-6         |

### WAFU
- Campeonato de Clubes de la WAFU: 1 aparición

2009 - Segunda ronda

## Jugadores

### Jugadores destacados
| - Isa Abdulahi - Tijani Adamu - Aminu Aliyu - Ibrahim Aliyu - Edward Bawerang - Samuel Chinedu - Lazarus Chukwu - Dibi Durba - Jude Ebitogwa - Sunday Eleseku - Yakubu Gambo - Ayo Hassan Raimi - Ndala Ibrahim - Mohammed Isa | - Joseph Japhet - George John - Dawodu Kunle - Dimka Monayan - Ndubesi Obi - Ikechukwu Okemiri - Kelechi Okoye - Sulieman Saleem - Lawan Salisu - Ernest Simon - Ahmed Umar - Jelly Yekini - Kemal Afsar |